# 西滩乡 (西吉县)
西滩乡，是中华人民共和国宁夏回族自治区固原市西吉县下辖的一个乡镇级行政单位。

## 行政区划
西滩乡下辖以下地区：
西滩村、马家大岔村、黑虎沟村、林家沟村、五岔村、吊嘴村、张村堡村、何家庄村、白家甘岔村和庙湾村。